# Decadi
Die zwölf Monate des republikanischen Kalenders der Französischen Revolution sind jeweils in drei „Dekaden“ zu zehn Tagen eingeteilt. Decadi ist der zehnte Tag einer Dekade. Der 10., 20. und 30. jedes Monats fallen auf einen Decadi. Der Decadi war der amtliche Feiertag des Dekadenkults. Die Tagesnamen des Decadi sind Arbeitsgeräte und technische Hilfsmittel.

## Tagesnamen
Die Tagesnamen des Decadi waren (im Gegensatz zu den anderen Tagesnamen) landwirtschaftliche Geräte.
| Monat       | 1re Décade | 1re Décade           | 2e Décade | 2e Décade               | 3e Décade | 3e Décade               |
| ----------- | ---------- | -------------------- | --------- | ----------------------- | --------- | ----------------------- |
| Vendémiaire | 10.        | Cuve (Bottich)       | 20.       | Pressoir (Kelter)       | 30.       | Tonneau (Fass)          |
| Brumaire    | 10.        | Charrue (Pflug)      | 20.       | Herse (Egge)            | 30.       | Rouleau (Walze)         |
| Frimaire    | 10.        | Pioche (Hacke)       | 20.       | Hoyau (Axt)             | 30.       | Pelle (Schaufel)        |
| Nivôse      | 10.        | Fléau (Dreschflegel) | 20.       | Van (Pferdewagen)       | 30.       | Crible (Kornsieb)       |
| Pluviôse    | 10.        | Coignée (Beil)       | 20.       | Serpette (Gartenmesser) | 30.       | Traineau (Schlitten)    |
| Ventôse     | 10.        | Bêche (Spaten)       | 20.       | Cordeau (Meßschnur)     | 30.       | Plantoir (Grabstock)    |
| Germinal    | 10.        | Couvoir (Brutstätte) | 20.       | Ruche (Bienenstock)     | 30.       | Greffoir (Pfropfmesser) |
| Floréal     | 10.        | Rateau (Harke)       | 20.       | Sarcloir (Jäthacke)     | 30.       | Houlette (Hirtenstab)   |
| Prairial    | 10.        | Faulx (Sense)        | 20.       | Fourche (Heugabel)      | 30.       | Chariot (Wagen)         |
| Messidor    | 10.        | Faucille (Sichel)    | 20.       | Parc (Pferch)           | 30.       | Chalémie (Schalmei)     |
| Thermidor   | 10.        | Arrosoir (Gießkanne) | 20.       | Écluse (Schleuse)       | 30.       | Moulin (Mühle)          |
| Fructidor   | 10.        | Échelle (Leiter)     | 20.       | Hotte (Tragkorb)        | 30.       | Panier (Korb)           |